# Nesoptilotis
Nesoptilotis – rodzaj ptaków z rodziny miodojadów (Meliphagidae).

## Zasięg występowania
Rodzaj obejmuje gatunki występujące w Australii i na Tasmanii.

## Morfologia
Długość ciała 16,5–23 cm; masa ciała 15–40 g (samce są nieco cięższe od samic).

## Systematyka
Rodzaj zdefiniował w 1913 roku australijski ornitolog Gregory Macalister Mathews na łamach czasopisma „Austral avian record”. Gatunkiem typowym jest eukaliptusowiec żółtogardły (Nesoptilotis flavicollis).

### Etymologia
Nesoptilotis: gr. νησος nēsos „wyspa” (tj. Tasmania); rodzaj Ptilotis Swainson, 1837 (miodojad).

### Podział systematyczny
Taksony wyodrębnione z Lichenostomus; w takim ujęciu do rodzaju należą następujące gatunki:
- Nesoptilotis leucotis (Latham, 1801) – eukaliptusowiec białouchy
- Nesoptilotis flavicollis (Vieillot, 1817) – eukaliptusowiec żółtogardły